# Дюрдаль, Бьёрн
Бьёрн И́нгебригт Дюрда́ль (норв. Bjørn Ingebrigt Dyrdahl; 27 апреля 1944, Тронхейм) — норвежский саночник, выступал за сборную Норвегии в начале 1960-х — середине 1970-х годов. Участник двух зимних Олимпийских игр, двукратный чемпион национального первенства, участник многих международных турниров.

## Биография
Бьёрн Дюрдаль родился 27 апреля 1944 года в Тронхейме. Активно заниматься санным спортом начал с юных лет, первое время проходил подготовку под руководством собственного отца Арнольда Дюрдаля, в прошлом известного бобслеиста, затем тренировался в тронхеймском спортивном клубе «Акефоренинг». На международном уровне дебютировал в возрасте семнадцати лет, побывал на чемпионате Европы в австрийском Вайсенбахе, где финишировал среди одиночек двадцать седьмым, а также на чемпионате мира в польской Крынице, где показал пятьдесят второе время. В 1970 году стал чемпионом Норвегии на одноместных санях, помимо этого, занял девятое место на первенстве Европы в шведском Хаммарстранде и тридцать восьмое на первенстве мира в немецком Кёнигсзе. На чемпионате Европы 1971 года в австрийском Имсте был тридцать седьмым, тогда как на чемпионате мира в итальянской Вальдаоре пришёл к финишу пятидесятым.
В 1972 году Дюрдаль занял двадцать пятое место на европейском первенстве в Кёнигсзе и благодаря череде удачных выступлений удостоился права защищать честь страны на зимних Олимпийских играх в Саппоро — в мужском одиночном разряде закрыл здесь тридцатку сильнейших.
После Олимпиады Дюрдаль остался в основном составе национальной сборной и продолжил принимать участие в крупнейших международных турнирах. Так, в 1973 году он побывал на чемпионате мира в немецком Оберхофе, финишировал двадцать седьмым среди одиночек и последним двадцать шестым среди двоек. Год спустя на одноместных санях добрался до двадцатой позиции на первенстве Европы в австрийском Куфштайне, ещё через год показал девятнадцатый результат на мировом первенстве в Хаммарстранде. В 1976 году был десятым на чемпионате Европы в том же Хаммарстранде и прошёл квалификацию на Олимпийские игры в Инсбрук. На Олимпиаде крайне неудачно провёл первый заезд, в результате чего откатился в итоговом протоколе на тридцать шестое место. Несмотря на неудачу с олимпийским выступлением, Бьёрн Дюрдаль ещё некоторое время продолжал участвовать в состязаниях по санному спорту, в частности, в 1977 году во второй раз завоевал титул чемпиона Норвегии среди одноместных саней. Тем не менее, на международной арене добиться высоких результатов ему не удалось, и вскоре он принял решение завершить карьеру профессионального спортсмена, уступив место в сборной молодым норвежским саночникам.